# Eneco Tour 2008
La 4.ª edición del Eneco Tour, 11.ª prueba del calendario UCI ProTour 2008, se desarrolló del 20 al 27 de agosto del 2008. 
El ganador final fue, por segundo año consecutivo, José Iván Gutiérrez (quien además se hizo con la etapa prólogo. Le acompañaron en el podio Sébastien Rosseler y Michael Rogers, respectivamente.
En la única clasificación secundaria, la de por puntos, se impuso Jürgen Roelandts.
Alejandro Valverde, que no estaba presente, conservó el liderazgo del ProTour al final de la carrera.

## Equipos participantes
Tomaron parte en la carrera 20 equipos: los 18 de categoría UCI ProTour (al tener obligada su participación); más 2 de categoría Profesional Continental mediante invitación de la organización (Skil-Shimano y Cycle Collstrop). Formando así un pelotón de 151 corredores, con 8 ciclistas cada equipos (excepto el Astana, Cofidis, Le Crédit par Téléphone, Bouygues Telecom y Euskaltel-Euskadi que salieron con 7, el Gerolsteiner que salió con 6 y el Lampre que salió con 5), de los que acabaron 109.

## Etapas
| Etapa   | Fecha        | Recorrido                      | km         | Ganador              | Líder               |
| ------- | ------------ | ------------------------------ | ---------- | -------------------- | ------------------- |
| Prólogo | 20 de agosto | Sittard-Geleen- Sittard-Geleen | 4,4 (CRI)  | José Iván Gutiérrez  | José Iván Gutiérrez |
| 1.ª     | 21 de agosto | Beek- Roermond                 | 175,6      | Tom Boonen           | José Iván Gutiérrez |
| 2.ª     | 22 de agosto | Roermond- Nieuwegein           | 175        | André Greipel        | José Iván Gutiérrez |
| 3.ª     | 23 de agosto | Nieuwegein- Terneuzen          | 189,3      | Daniele Bennati      | Daniele Bennati     |
| 4.ª     | 24 de agosto | Terneuzen- Ardooie             | 212,1      | Tom Boonen           | André Greipel       |
| 5.ª     | 25 de agosto | Ardooie- Ostende               | 171,8      | Carlo Westphal       | André Greipel       |
| 6.ª     | 26 de agosto | Maldegem- Bruselas             | 184        | Edvald Boasson Hagen | André Greipel       |
| 7.ª     | 27 de agosto | Malinas- Malinas               | 18,3 (CRI) | Raivis Belohvoščiks  | José Iván Gutiérrez |

## Clasificaciones finales

### Clasificación general
| Posición | Ciclista            | Equipo           | Tiempo           |
| -------- | ------------------- | ---------------- | ---------------- |
|          | José Iván Gutiérrez | Caisse d'Épargne | 26 h 27 min 07 s |
| 2        | Sébastien Rosseler  | Quick Step       | a 4 s            |
| 3        | Michael Rogers      | Columbia-HTC     | a 7 s            |
| 4        | Stijn Devolder      | Quick Step       | a 13 s           |
| 5        | André Greipel       | Columbia-HTC     | a 14 s           |
| 6        | Joost Posthuma      | Rabobank         | a 19 s           |
| 7        | Servais Knaven      | Columbia-HTC     | a 48 s           |
| 8        | Bram Tankink        | Rabobank         | a 51 s           |
| 9        | Jürgen Roelandts    | Silence-Lotto    | a 54 s           |
| 10       | Piet Rooijakkers    | Skil-Shimano     | a 1 min 02 s     |

### Clasificación por puntos
| Posición | Ciclista             | Equipo        | Puntos |
| -------- | -------------------- | ------------- | ------ |
|          | Jürgen Roelandts     | Silence-Lotto | 113    |
| 2        | André Greipel        | Columbia-HTC  | 105    |
| 3        | Edvald Boasson Hagen | Columbia-HTC  | 104    |

## Evolución de las clasificaciones
| Etapa (Vencedor)                      | Clasificación general | Clasificación por puntos |
| ------------------------------------- | --------------------- | ------------------------ |
| Prólogo (CRI) (José Iván Gutiérrez)   | José Iván Gutiérrez   | no se entregó            |
| 1.ª etapa (Tom Boonen)                | José Iván Gutiérrez   | Tom Boonen               |
| 2.ª etapa (André Greipel)             | José Iván Gutiérrez   | Tom Boonen               |
| 3.ª etapa (Daniele Bennati)           | Daniele Bennati       | Tom Boonen               |
| 4.ª etapa (Tom Boonen)                | André Greipel         | Tom Boonen               |
| 5.ª etapa (Carlo Westphal)            | André Greipel         | Jürgen Roelandts         |
| 6.ª etapa (Edvald Boasson Hagen)      | André Greipel         | Jürgen Roelandts         |
| 7.ª etapa (CRI) (Raivis Belohvoščiks) | José Iván Gutiérrez   | Jürgen Roelandts         |
| Final                                 | José Iván Gutiérrez   | Jürgen Roelandts         |